# Копальня Сурія
Копальня Сурія — колишній гірничодобувний майданчик з видобутку калійних солей на північному сході Іспанії. Перша калійна копальня в історії країни.
У районі Сурії виходи кам'яної солі можливо було побачити біля самої поверхні, а перші свідчення про її видобуток належать до кінця XII століття. Втім, особливе промислове зацікавлення цей район отримав в 1912-му, коли розвідувальне буріння виявило у глибоких горизонтах калійні солі. Як наслідок, в 1920-му заснували компанію Minas de Potasa de Súria, головним власником якої з часткою у 80 % виступила бельгійська хімічна компанія Solvay. В межах підготовки до розробки запустили залізничну гілку до майбутньої копальні та ввели в дію гідроелектростанцію Фустерет (Fusteret). Безпосередньо видобуток провадили через шахту № 1, також відому як «Маестро», що досягнула глибини 360 (за іншими даними — 375) метрів.
Випуск товарної продукції почався в 1925-му, при цьому копальня працювала з карналітом та могла видавати еквівалент 5900 тонн К2О на рік. Робота з карналітом тривала лише до 1935 року, втім, вже у 1933-му почали переробку сильвініту з річною потужністю в еквіваленті 5800 тонн К2О. За добу з шахти вилучали близько 1000 тонн породи, що далі спрямовувалась на переробку.
Під час Громадянської війни 1936—1939 років діяльність копальні зупинилась, а її споруди зазнали серйозних пошкоджень (зокрема, намагались підірвати копер шахти).
У 1966 році почалась підготовка до спорудження шахти № 4, також відомої як «Фустерет» (шахти № 2 та № 3 отримала започаткована в 1950-х копальня Кабанассес, розташована на протилежній стороні міста Сурія). Її буріння завершилось вже в 1969-му, втім, обладнати та запустити в експлуатацію вдалось лише в 1975 році. Глибина шахти № 4 становила 620 метрів.
У 1982-му Solvay відмовилась від копальні, що перейшла до державної агенції INI, яка здійснювала контроль через акціонерне товариство Suria K. У 1998-му калійні копальні приватизували, при цьому їх придбала дочірня структура ізраїльської Israel Chemicals Ltd. (ICL) — компанія Iberpotash.
Втім, на цьому етапі головний промисловий інтерес вже викликала копальня Кабанассес. У 2006-му шахту № 4 закрили, що означало завершення діяльності копальні Сурія.
Можливо також відзначити, що в каталонському соленосному басейні під час розробки на калій вилучають ще більший обсяг інших солей, передусім хлориду натрію. Ці відходи зазвичай складують у териконах, втім, частина хлориду натрію з цього району все-таки могла залучатись до господарської діяльності, наприклад, для забезпечення сировиною запущеного в першій половині 1970-х електролізного заводу в Мартурелі.